# Шакшинский мост
Шакшинский мост — автодорожный мост через реку Уфу в городе Уфе, соединяющий Шакшу и Черниковку.
Фактическое состояние моста считается непригодным для нормальной эксплуатации и требует полной замены всех балочных пролётных строений правобережной эстакады, а также опорных частей и конструктивных элементов устоев моста.

## История
До строительства автодорожного моста, посёлок Шакша был связан с Уфой прежде всего участком Черниковка — Шакша Башкирского региона Куйбышевской железной дорогой, а также паромной переправой на реке Уфе — Шакшинской (Ураковской) — располагавшейся выше по течению от Шакшинского железнодорожного моста.
Построен в 1983 Мостоотрядом № 30. Первоначально, планировался к сдаче ко Дню конституции СССР — 7 октября 1983. Открыт в 1984.
В 2020 в ближайшее время планировалось начать ремонт моста: глубокие ямы в асфальте закладывались брусчаткой. В 2021 дорожное полотно площадью 7,2 тыс. м2 полностью заменено.
В 2022 стало известно, что капитальный ремонт моста, запланированный на 2023–2024, обойдётся в 2 млрд рублей, 1,7 млрд которых поступят из федерального бюджета.